# Citrinophila
Citrinophila is een geslacht van vlinders van de familie Lycaenidae.

## Soorten
- C. bennetti Jackson, 1967
- C. erastus (Hewitson, 1866)
- C. marginalis Kirby, 1887
- C. similis (Kirby, 1887)
- C. tenera (Kirby, 1887)
- C. terias Joicey & Talbot, 1921
- C. unipunctata Bethune-Baker, 1908